# Hobart International 2020
Hobart International 2020 byl tenisový turnaj pořádaný jako součást ženského okruhu WTA Tour, který se odehrával na dvorcích s tvrdým povrchem Greenset Cushion v Hobartském mezinárodním tenisovém centru. Probíhal mezi 13. a 18. lednem 2020 v australském Hobartu jako dvacátý sedmý ročník události.
Turnaj s rozpočtem 275 000 dolarů patřil do kategorie WTA International. Nejvýše nasazenou hráčkou ve dvouhře se stala sedmnáctá žena klasifikace Elise Mertensová z Belgie, kterou ve čtvrtfinále vyřadila britská kvalifikantka Heather Watsonová. Jako poslední přímá účastnice do dvouhry nastoupila 73. hráčka žebříčku Švýcarka Jil Teichmannová.
Druhý singlový titul na okruhu WTA Tour vybojovala 20letá Kazaška Jelena Rybakinová, která se posunula na nové žebříčkové maximum, 26. místo. Deblovou soutěž ovládla ukrajinsko-indická dvojice Nadija Kičenoková a Sania Mirzaová, jejíž členky získaly premiérovou společnou trofej.

## Distribuce bodů a finančních odměn

### Distribuce bodů
| Soutěž  | vítězky | finalistky | semifinalistky | čtvrtfinalistky | 16 v kole | 32 v kole | Q  | Q2 | Q1 |
| ------- | ------- | ---------- | -------------- | --------------- | --------- | --------- | -- | -- | -- |
| dvouhra | 280     | 180        | 110            | 60              | 30        | 1         | 18 | 12 | 1  |
| čtyřhra | 280     | 180        | 110            | 60              | 1         | —         | —  | —  | —  |

### Finanční odměny
| dvouhra                               | 43 000 $ | 21 400 $ | 1 600 $ | 6 275 $ | 3 600 $ | 2 300 $ | 1 685 $ | 1 100 $ |
| čtyřhra                               | 12 300 $ | 6 400 $  | 3 435 $ | 1 820 $ | 960 $   | —       | —       | —       |
| částky ve čtyřhře jsou uváděny na pár |          |          |         |         |         |         |         |         |

## Ženská dvouhra

### Nasazení
| Stát                         | Hráčka                 | WTA | Nasazení |
| ---------------------------- | ---------------------- | --- | -------- |
| Belgie                       | Elise Mertensová       | 17. | 1.       |
| Španělsko                    | Garbiñe Muguruzaová    | 35. | 2.       |
| Kazachstán                   | Jelena Rybakinová      | 36. | 3.       |
| Čína                         | Čang Šuaj              | 38. | 4.       |
| Rusko                        | Veronika Kuděrmetovová | 42. | 5.       |
| Polsko                       | Magda Linetteová       | 43. | 6.       |
| Švédsko                      | Rebecca Petersonová    | 44. | 7.       |
| Francie                      | Caroline Garciaová     | 46. | 8.       |
| Žebříček WTA k 6. lednu 2020 |                        |     |          |

### Jiné formy účasti
Následující hráčky obdržely divokou kartu do hlavní soutěže:
- Lizette Cabrerová[7]
- Garbiñe Muguruzaová[8]
- Astra Sharmaová[7]
- Samantha Stosurová[9]

Následující hráčka nastoupila do hlavní soutěže pod žebříčkovou ochranou:
- Catherine Bellisová

Následující hráčky postoupily do hlavní soutěže z kvalifikace:
- Sorana Cîrsteaová (odstoupila)
- Ons Džabúrová
- Kateryna Kozlovová
- Christina McHaleová
- Sara Sorribesová Tormová
- Heather Watsonová

Následující hráčka postoupila z kvalifikace jako tzv. šťastná poražená:
- Nina Stojanovićová

## Ženská čtyřhra

### Nasazení
| Stát                                                                     | Hráčka                   | Stát             | Hráčka                | WTA  | Nasazení |
| ------------------------------------------------------------------------ | ------------------------ | ---------------- | --------------------- | ---- | -------- |
| Čínská Tchaj-pej                                                         | Čan Chao-čching          | Čínská Tchaj-pej | Latisha Chan          | 30.  | 1.       |
| Čína                                                                     | Pcheng Šuaj              | Čína             | Čang Šuaj             | 60.  | 2.       |
| Japonsko                                                                 | Makoto Ninomijová        | Česko            | Renata Voráčová       | 115. | 3.       |
| Španělsko                                                                | Georgina García Pérezová | Španělsko        | Sara Sorribes Tormová | 133. | 4.       |
| Žebříček WTA k 6. lednu 2020; číslo je součtem umístění obou členek páru |                          |                  |                       |      |          |

### Jiné formy účasti
Následující páry získaly do soutěže divokou kartu:
- Lizette Cabrerová /  Samantha Stosurová
- Jessica Mooreová /  Astra Sharmaová

Následující páry nastoupily do čtyřhry pod žebříčkovou ochranou:
- Kateryna Bondarenková /  Sharon Fichmanová[10]
- Nadija Kičenoková /  Sania Mirzaová[11]

## Přehled finále

### Ženská dvouhra
- Jelena Rybakinová vs.  Čang Šuaj, 7–6(9–7), 6–3

### Ženská čtyřhra
- Nadija Kičenoková /  Sania Mirzaová vs.  Pcheng Šuaj /  Čang Šuaj, 6–4, 6–4